# Alcantarea
Die Pflanzengattung Alcantarea gehört zur Familie der Bromeliengewächse (Bromeliaceae). Die etwa 47 Arten gedeihen auf Felsaufschlüssen nur im östlichen Brasilien.

## Beschreibung

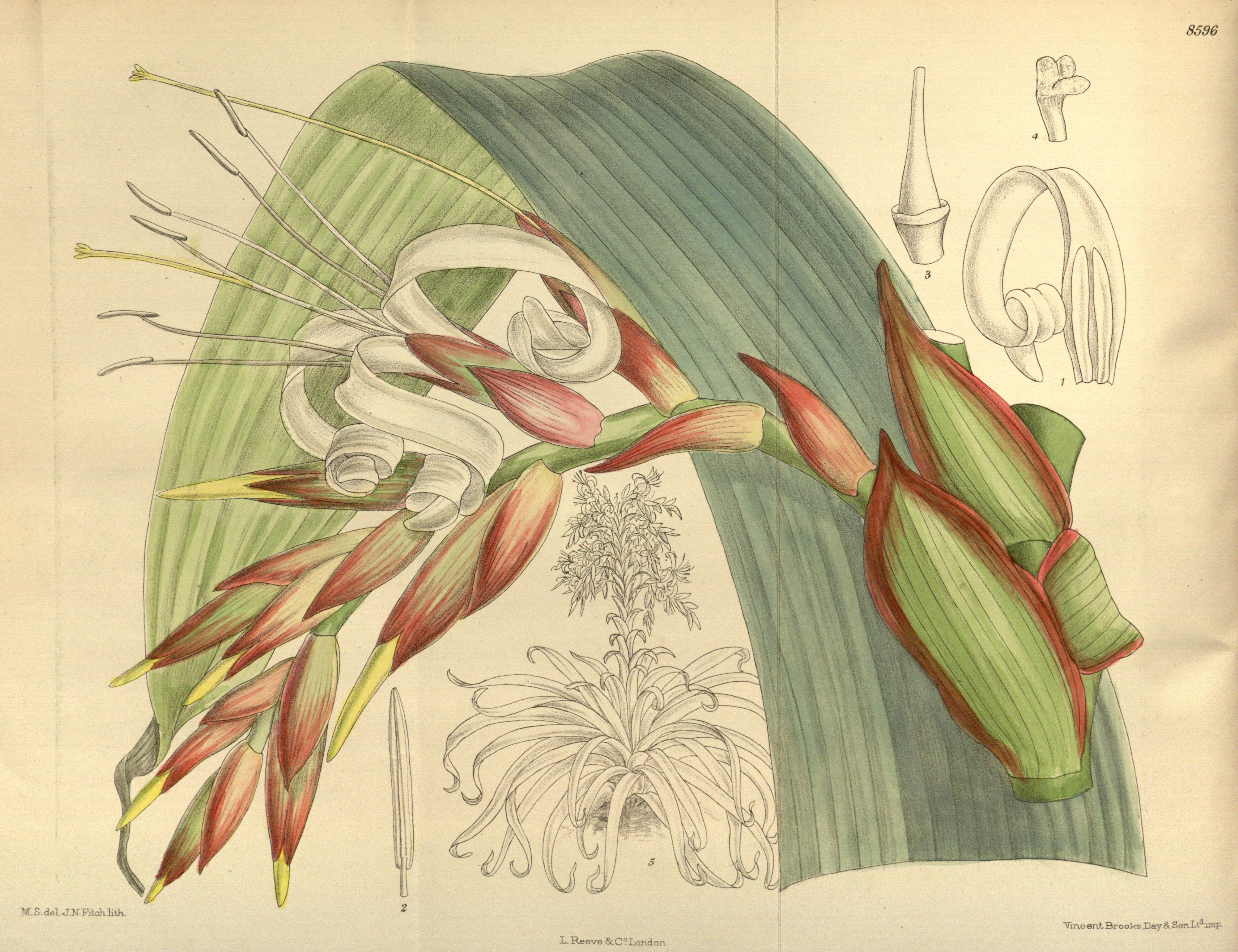
Illustration von Alcantarea regina

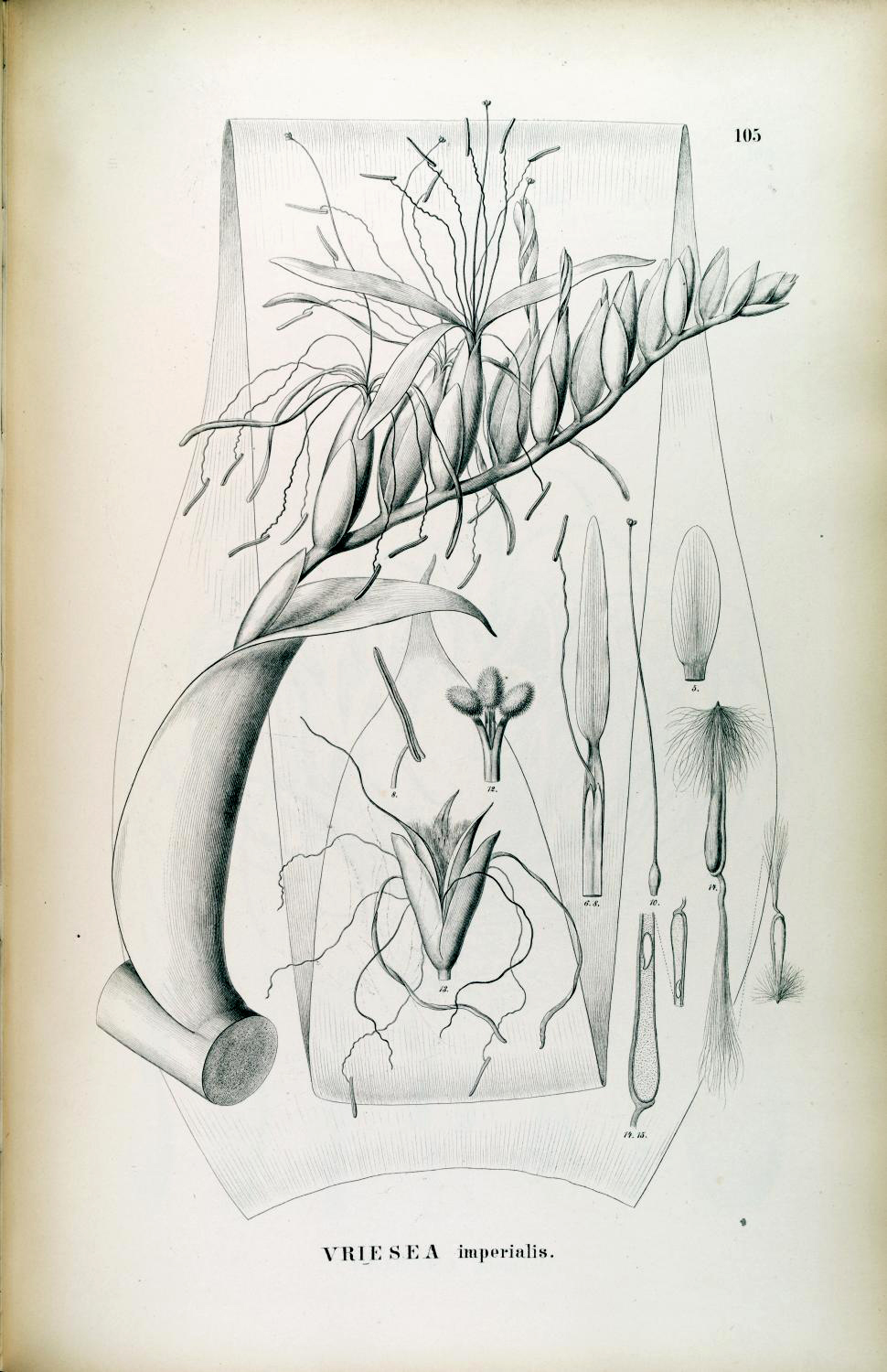
Illustration von Alcantarea imperialis

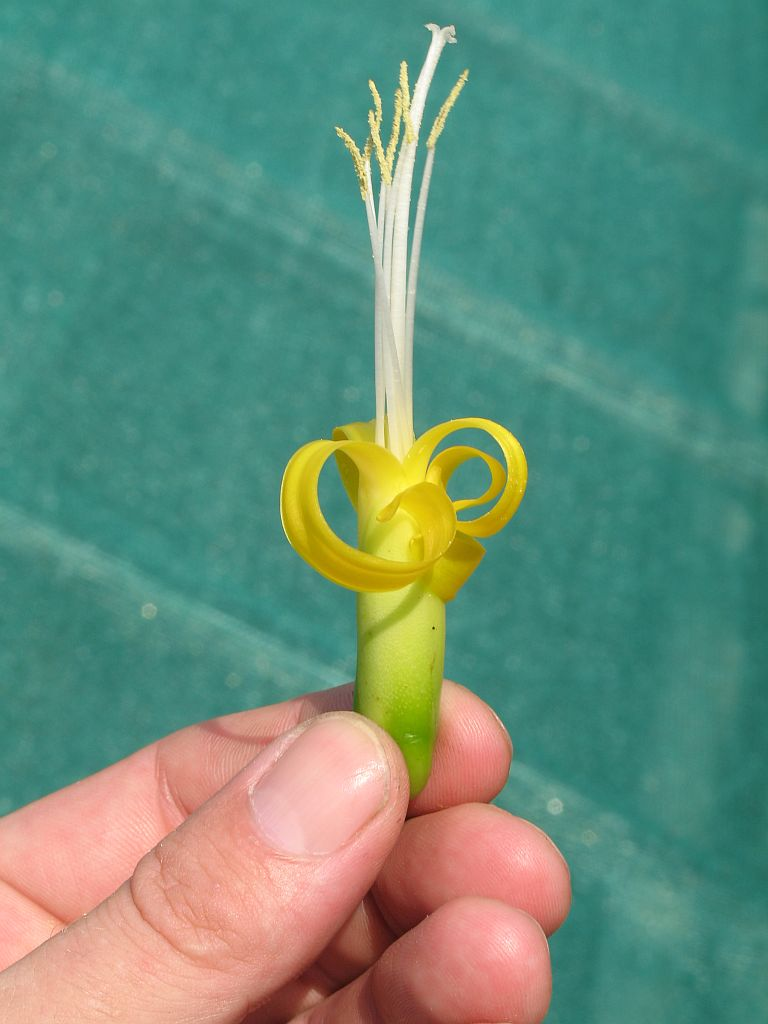
Dreizählige Blüte von Alcantarea regina

### Erscheinungsbild und Blätter
Alcantarea-Arten sind immergrüne, ausdauernde, krautige Pflanzen. Sie wachsen zumeist als Epiphyten oder Lithophyten, also auf Bäumen oder an Felsen. In der Regel sind es Trichterbromelien. Die Trichter („Zisternen“) zum Sammeln von Wasser und Nährstoffen entstehen dadurch, dass ihre Sprossachsen gestaucht sind und die Laubblätter dicht in Rosetten zusammen stehen und sich überdecken. Die parallelnervigen Laubblätter sind ganzrandig und meist schwertförmig. Diese unbeschuppten Bromelien können sehr groß werden, mit Trichterdurchmessern von über 1 Meter. Sie brauchen viele Jahre bis zur Bildung ihres Blütenstandes.

### Blütenstände und Blüten
Die großen Hochblätter der 3 bis 5 Meter hohen Blütenstände sind bei vielen Arten lange haltbar. Die Blütenstände können unverzweigt oder verzweigt sein. Die zwittrigen Blüten sind dreizählig. Es sind drei Kelchblätter vorhanden. Die drei freien Kronblätter sind relativ lang, linealisch und rollen sich spiralig ein. Es sind zwei mal drei Staubblätter vorhanden. Die drei Fruchtblätter sind zu einem halbunterständigen Fruchtknoten verwachsen.

### Früchte und Samen
Es werden Kapselfrüchte gebildet. Die Samen besitzen einen „Fallschirm“, ähnlich wie bei der Pusteblume.

## Systematik und Verbreitung
Der Gattungsname Alcantarea ehrt den Kaiser von Brasilien Dom Pedro II. de Alcântara (1840 bis 1889). Ein Synonym für Alcantarea (E.Morren ex Mez) Harms ist Glaziouia hort. ex Carr.
Die Systematik der Unterfamilie Tillandsioideae ist wegen der Abgrenzungsproblematik der Gattungen und neuerer phylogenetischer Untersuchungen, nach denen die ursprüngliche Gattung Vriesea in drei Gattungen (Vriesea, Alcantarea und Werauhia) aufgeteilt wurde, steten Veränderungen unterworfen. Diese Arten waren in der Gattung Vriesea eingegliedert, 1995 stellte sie Jason R. Grant wieder in eine eigenständige Gattung Alcantarea und zuletzt war es eine Untergattung Alcantarea  innerhalb der Gattung Vriesea Lindl.
Die Alcantarea-Arten gedeihen auf Felsaufschlüssen nur im östlichen Brasilien.
| Es gibt 2025 etwa 47 Arten in der Gattung Alcantarea (bei Luther 2008 erst 23 Arten): |
| - Alcantarea abacta Versieux: Sie wurde 2015 aus dem brasilianischen Bundesstaat Minas Gerais erstbeschrieben. Sie gedeiht an Inselbergen in Höhenlagen von 500 bis 600 Metern. - Alcantarea acuminatifolia Leme: Sie wurde 2013 aus dem brasilianischen Bundesstaat Minas Gerais erstbeschrieben. Sie gedeiht an senkrechten Granitfelswänden im Gebiet des Mata Atlântica in Höhenlagen von etwa 400 Metern. - Alcantarea alegrensis D.R.Couto & Leme: Sie wurde 2021 aus dem brasilianischen Bundesstaat Rio de Janeiro erstbeschrieben. Sie gedeiht an steilen, fast senkrechten Granitfelswänden von Inselbergen in Höhenlagen von 42 bis 545 Metern. - Alcantarea aurantiaca Versieux: Sie wurde 2015 aus dem brasilianischen Bundesstaat Minas Gerais erstbeschrieben. Sie wurde bisher nur am Pedra Grande in Höhenlagen von etwa 360 Meter gefunden. - Alcantarea australiana Versieux & Smythe: Sie wurde 2015 aus dem brasilianischen Bundesstaat Rio de Janeiro erstbeschrieben. Sie wurde bisher nur im Campos dos Goytacazes gefunden. - Alcantarea benzingii Leme: Sie gedeiht an Felsen nur im brasilianischen Bundesstaat Espírito Santo. - Alcantarea brasiliana (L.B.Sm.) J.R.Grant (Syn.: Vriesea regina sensu Mez): Sie gedeiht an Felsen in Höhenlagen von etwa 500 Metern nur im brasilianischen Bundesstaat Rio de Janeiro. - Alcantarea burle-marxii (Leme) J.R.Grant: Sie gedeiht an Felsen nur im brasilianischen Bundesstaat Minas Gerais. - Alcantarea cerosa Leme, A.P.Fontana & O.B.C.Ribeiro: Sie wurde 2010 aus dem brasilianischen Bundesstaat Bahia erstbeschrieben. Sie gedeiht an senkrechten Granitfelswänden in voller Sonne in Höhenlagen von etwa 323 Metern. - Alcantarea chimaera Versieux: Sie wurde 2022 aus dem brasilianischen Bundesstaat Rio de Janeiro erstbeschrieben. Sie bildet dichte Bestände auf Granitfelsen im Atlantischen Regenwald in einer Höhenlage von etwa 1800 Meter. - Alcantarea compacta Leme & O.B.C.Ribeiro: Sie wurde 2010 aus dem brasilianischen Bundesstaat Minas Gerais erstbeschrieben. Sie gedeiht an Felsen in „Campos Rupestres“-Aufschüssen in Höhenlagen von 1200 bis 1400 Metern. - Alcantarea delicata Versieux & Nahoum: Sie wurde 2021 aus dem brasilianischen Bundesstaat Rio de Janeiro erstbeschrieben. Sie gedeiht lithophytisch in dichten Beständen auf fast senkrechten Granitfelsen im Atlantischen Regenwald in einer Höhenlage von etwa 140 Meter. - Alcantarea distractila Leme & Paula: Sie wurde 2008 aus dem brasilianischen Bundesstaat Minas Gerais erstbeschrieben. Sie gedeiht in großen Beständen an fast senkrechten Felswänden in Höhenlagen von etwa 300 Metern. - Alcantarea duarteana (L.B.Sm.) J.R.Grant: Sie gedeiht an Felskuppeln in Höhenlagen von 1250 bis 1450 Metern nur im brasilianischen Bundesstaat Minas Gerais. - Alcantarea extensa (L.B.Sm.) J.R.Grant: Sie gedeiht an Felsvorsprüngen in voller Sonne nur im brasilianischen Bundesstaat Espírito Santo. - Alcantarea farneyi (Martinelli & A.Costa) J.R.Grant: Sie gedeiht an Felsen in Höhenlagen von 1500 bis 1600 Metern nur im brasilianischen Bundesstaat Rio de Janeiro. - Alcantarea forzzae Versieux: Sie wurde 2021 aus dem brasilianischen Bundesstaat Minas Gerais erstbeschrieben. Sie gedeiht lithophytisch in Höhenlagen von etwa 1200 Meter. - Alcantarea galactea Coser & Versieux: Sie wurde 2013 aus dem brasilianischen Bundesstaat Espı́rito Santo erstbeschrieben. Sie gedeiht an Gneiss-Granit-Felsen von nur drei Inselbergen in Höhenlagen von 300 bis 630 Metern. - Alcantarea geniculata (Wawra) J.R.Grant: Sie gedeiht an Felsen nur im brasilianischen Bundesstaat Rio de Janeiro. - Alcantarea glaucifolia Leme & L.Kollmann: Sie wurde 2015 aus dem brasilianischen Bundesstaat Espírito Santo erstbeschrieben. - Alcantarea glaziouana (Lem.) Leme: Sie gedeiht an Felsen nur im brasilianischen Bundesstaat Rio de Janeiro. - Alcantarea hatschbachii (L.B.Sm. & R.W.Read) Leme: Sie kommt nur im brasilianischen Bundesstaat Minas Gerais. - Alcantarea heloisae J.R.Grant: Sie wurde 2003 aus dem brasilianischen Bundesstaat Rio de Janeiro erstbeschrieben. Sie gedeiht an Felsen. - Alcantarea imperialis (Carrière) Harms (Syn.: Vriesea gigantea Lem., Vriesea glaziouana sensu Carrière, Vriesea imperialis Carrière, Tillandsia regina sensu Baker non Vell., Tillandsia blokii Hemsley, Vriesea blokii hort. ex Hemsl., Vriesea blokii (Hemsley) Mez): Sie gedeiht an hohen Felswänden in Höhenlagen von 1300 Metern nur im brasilianischen Bundesstaat Rio de Janeiro. - Alcantarea intermedia Versieux & Nahoum: Sie wurde 2021 aus dem brasilianischen Bundesstaat Rio de Janeiro erstbeschrieben. Sie gedeiht lithophytisch an sonnigen exponierten Standorten auf Plateaus von Granitfelsen im Atlantischen Regenwald in Höhenlagen von etwa 400 Meter. - Alcantarea lanceopetala Leme: Sie wurde 2014 aus dem brasilianischen Bundesstaat Minas Gerais erstbeschrieben. Sie gedeiht an Granit-Felsen im Mata Atlântica in Höhenlagen von etwa 1000 Metern. - Alcantarea longibracteata Leme & Fraga: Sie gedeiht an geneigten Felsen zwischen krautiger oder strauchiger Vegetation in Höhenlagen von 170 bis 600 Metern nur im brasilianischen Bundesstaat Espírito Santo. - Alcantarea lurida Leme: Sie wurde 2008 aus dem brasilianischen Bundesstaat Minas Gerais erstbeschrieben. - Alcantarea martinellii Versieux & Wand.: Sie wurde 2009 aus dem brasilianischen Bundesstaat Rio de Janeiro erstbeschrieben. Dieser Endemit gedeiht an Felsen nur an zwei Granit-Aufschlüssen in Höhenlagen von 1000 bis 1300 Metern in der Serra dos Órgãos nur in der Nähe von Petrópolis. - Alcantarea mucilaginosa Leme: Sie wurde 2009 aus dem brasilianischen Bundesstaat Espírito Santo erstbeschrieben. Dieser Endemit gedeiht an steilen Granit-Felsen entlang der Straße in Höhenlagen von etwa 700 Metern nur in der Nähe von Venda Nova dos Imigrantes. - Alcantarea nahoumii (Leme) J.R.Grant: Sie gedeiht an Felsen nur im brasilianischen Bundesstaat Bahia. - Alcantarea nana Leme: Sie wurde 2014 aus dem brasilianischen Bundesstaat Minas Gerais erstbeschrieben. Sie gedeiht lithophytisch nur auf den Gipfelbereichen von Bergen in Höhenlagen von 1000 bis 1200 Metern. - Alcantarea nevaresii Leme: Sie gedeiht an Felsen nur im brasilianischen Bundesstaat Rio de Janeiro. - Alcantarea nigripetala Leme & L.Kollmann: Sie wurde 2008 aus dem brasilianischen Bundesstaat Minas Gerais erstbeschrieben. Sie wurde bisher nur entlang der Straße von Santa Luzia do Córrego Azul nach Nova Belém gefunden und gedeiht an schrägen Granit-Felsen in Höhenlagen von 610 bis 630 Metern. - Alcantarea occulta Leme: Sie wurde 2013 aus dem brasilianischen Bundesstaat Minas Gerais erstbeschrieben. Sie gedeiht terrestrisch oder manchmal lithophytisch in Höhenlagen von 90 bis 1550 Metern. - Alcantarea odorata (Leme) J.R.Grant: Sie gedeiht in großen Gruppen in der Sonne an Felsen nur im brasilianischen Bundesstaat Rio de Janeiro. - Alcantarea pataxoana Versieux: Sie wurde 2012 aus dem brasilianischen Bundesstaat Bahia erstbeschrieben. Sie gedeiht in dichten Gruppen in voller Sonne an Granitfelsen im Mata Atlântica in Höhenlagen von etwa 536 Metern. - Alcantarea patriae Versieux & Wand.: Sie wurde 2007 aus dem brasilianischen Bundesstaat Espírito Santo erstbeschrieben. Sie gedeiht in der Sonne auf Felsen in Höhenlagen von 120 bis 400 Metern. - Alcantarea recurvifolia Leme: Sie wurde 2014 aus dem brasilianischen Bundesstaat Minas Gerais erstbeschrieben. Sie wurde bisher nur in der Campos-Rupestres-Vegetation des Diamantina-Plateaus gefunden und gedeiht in voller Sonne auf blanken Quarzitfelsen in Höhenlagen von etwa 1350 Metern. - Alcantarea regina (Vellozo) Harms (Syn.: Tillandsia regina Vell., Vriesea regina (Vell.) Beer, Vriesea hillegeeriana Baker, Tillandsia blokii Hemsl., Vriesea blokii (Hemsl.) Mez, Vriesea edmundoi Leme, Alcantarea edmundoi (Leme) J.R.Grant): 2009 wurde erkannt, dass Alcantarea edmundoi ein Synonym ist und dass das Verbreitungsgebiet damit größer ist. Sie kommt in den brasilianischen Bundesstaaten südöstliches Minas Gerais, südliches Rio de Janeiro sowie nordöstliches São Paulo vor. - Alcantarea roberto-kautskyi Leme: Sie wurde 1999 aus dem brasilianischen Bundesstaat Espírito Santo erstbeschrieben. Sie gedeiht lithophytisch. - Alcantarea simplicisticha Leme & A.P.Fontana: Sie wurde 2008 aus dem brasilianischen Bundesstaat Espírito Santo erstbeschrieben. Sie gedeiht an Felsen in Höhenlagen von 180 bis 360 Metern. - Alcantarea tortuosa Versieux & Wand.: Sie wurde 2007 aus dem brasilianischen Bundesstaat Rio de Janeiro erstbeschrieben. Sie gedeiht in der Sonne an blanken Felsen in Höhenlagen von etwa 1900 Metern. - Alcantarea trepida Versieux & Wand.: Sie wurde 2010 aus dem brasilianischen Bundesstaat Espírito Santo erstbeschrieben. Sie gedeiht in der Sonne an steilen Felsen und auf den Plateaus der Inselberge in Höhenlagen von 300 bis 900 Metern. - Alcantarea turgida Versieux & Wand.: Sie wurde 2007 aus dem brasilianischen Bundesstaat Minas Gerais erstbeschrieben. Sie gedeiht an Felsen in Höhenlagen von 1200 bis 1300 Metern. - Alcantarea vandenbergii Versieux: Sie wurde 2018 aus dem brasilianischen Bundesstaat Bahia erstbeschrieben. Sie gedeiht in dichten Beständen lithophytisch an sonnigen exponierten Standorten auf Plateaus von Granitfelsen. - Alcantarea vasconcelosiana Leme: Sie wurde 2009 aus dem brasilianischen Bundesstaat Minas Gerais erstbeschrieben. Sie gedeiht auf Inselbergen an schrägen Granitfelsen, die von einer krautigen bis strauchigen Vegetation bedeckt sind, in Höhenlagen von etwa 1000 Metern. - Alcantarea vinicolor (E.Pereira & Reitz) J.R.Grant: Sie wurde 1995 aus dem brasilianischen Bundesstaat Espírito Santo erstbeschrieben. Bilder von Alcantaraea imperialis: - Habitus - Habitus mit Blütenstand - Habitus mit Blütenstand - Teilblütenstand mit Blüte |

## Weiterführende Literatur
- Thelma Barbará, Gustavo Martinelli, Clarisse Palma-Silva, Michael F. Fay, Simon Mayo, Christian Lexer: Genetic relationships and variation in reproductive strategies in four closely related bromeliads adapted to neotropical „inselbergs“: Alcantarea glaziouana, A. regina, A. geniculata and A. imperialis (Bromeliaceae). In: Annals of Botany 2009, Volume 103, Issue 1, S. 65–77. doi:10.1093/aob/mcn226
- Leonardo M. Versieux, Maria das Graças L. Wanderley: A Monograph of Alcantarea (Tillandsioideae), the giant Bromeliads from Brazil. (PDF) 64. Congresso Nacional de Botânica. Belo Horizonte. In: botanica.org.br. November 2013, archiviert vom Original am 4. März 2016; abgerufen am 24. März 2021 (englisch).
- Leonardo M. Versieux, Maria das Graças Lapa Wanderley: A new species of Alcantarea (Bromeliaceae, Tillandsioideae) from Serra dos Órgãos, Rio de Janeiro, Brazil. In: Brittonia, Volume 61, 2009, S. 336–340.
- Leonardo M. Versieux, Maria das Graças Lapa Wanderley: Delimitation of the Alcantarea extensa complex (Bromeliaceae) and a new species from Espírito Santo, Brazil. In: Rodriguésia, Volume 61, 2010, S. 421–429.
- Leonardo M. Versieux, P. M. Elbl, Maria das Graças Lapa Wanderley, N. L. Menezes: Alcantarea (Bromeliaceae) leaf anatomical characterization and its systematic implications. In: Nordic Journal of Botany, Volume 28, 2010, S. 385–397. doi:10.1111/j.1756-1051.2010.00727.x
- Elton Martinez Carvalho Leme: Improving taxa and character sampling to support generic and infrageneric status of Alcantarea. In: Journal of the Bromeliad Society, Volume 57, 2007, S. 208–215.
- Elton Martinez Carvalho Leme: Notes on Alcantarea: A new medium-sized species and additions to A. roberto-kautskyi. In: Journal of the Bromeliad Society, Volume 59, 2009, S. 19–27.